# شون كانون
شون كانون (بالإنجليزية: Seán Cannon) هو عازف قيثارة ومغني أيرلندي، ولد في 29 نوفمبر 1940 في غالواي في جمهورية أيرلندا.

## وصلات خارجية
- شون كانون على موقع IMDb (الإنجليزية)
- شون كانون على موقع ميوزك برينز (الإنجليزية)
- شون كانون على موقع ديسكوغز (الإنجليزية)